# ×Phlebosia
×Phlebosia, hibridni rod paprati iz porodice Polypodiaceae, dio je potporodice Polypodioideae. Jedina nottovrsta je ×P. ×louisiana, trajnica iz Louisiane formule Pyrrosia lingua x Phlebodium aureum.
Rod je opisan u Fern Gazette 21(3): 107, f. 1B; 2B, C; 3B. 2020.
Poznati kultivar je “Nicholas Diamond” koja ima atraktivan grmoliki izgled i tamnozelenu boju, s listovima koji su blago uvijeni na krajevima. Također ima umjeren do snažan rast. “Nicholas Diamond” uzgaja se u posudama ili visećim košarama, a pričvrstit će se i za drveće svojim dlakavim rizomima, slično paprati “zečje šape”.

## Sinonimi
- Chrysopteris Link; Fil. Spec.: 116, 120 (1841)
- Polypodium sect. Phlebodium R.Br., bazionim